# Peridermium zilleri
Peridermium zilleri är en svampart som beskrevs av P.E. Crane 2001. Peridermium zilleri ingår i släktet Peridermium och familjen Cronartiaceae.   Inga underarter finns listade i Catalogue of Life.